# Крестоносец (скульптура)
Крестоносец (также известный как памятник Виктору Лоусону) — мемориал на могиле издателя чикагской газеты The Chicago Daily News Виктора Лоусона. Был создан по проекту американского скульптора Лорадо Тафта в 1931 году и установлен на историческом кладбище Грейсленд в Чикаго.

## История
Памятник был возведён в 1931 году Лорадо Тафтом. Он увековечивает память о Викторе Лоусоне, издателе газеты Chicago Daily News. В июле 1876 года Лоусон вложил деньги в находившуюся в кризисной ситуации газету, созданную Мелвиллом Э. Стоуном, Перси Мегги и Уильямом Догерти годом ранее, и стал её менеджером. К 1890-м годам тираж газеты достиг 200 000 экземпляров. Лоусон продолжал работать в газете до 1925 года<.
Памятник «Крестоносец» был заказан братом Виктора Лоусона, Айвером Лоусоном.

## Дизайн
Крестоносец — средневековый рыцарь, символизирующий характер Виктора Лоусона. Высота памятника составляет тринадцать футов. Он был вырезан из цельного блока темного гранита, поставленного компанией Henry C. Smalley Granite Company из города Куинси, штат Массачусетс. Рыцарь с большим мечом и щитом был образом, который Тафт обдумывал годами; он использовал его во многих работах, помимо «Крестоносца».
В отличие от ранних работ Тафта, «Крестоносец» подчеркивает свою «абсолютную массу», чему способствует отсутствие реалистичных деталей в скульптуре. Официально памятник не носит имени Лоусона, но на нём есть памятная надпись, которая гласит: «Прежде всего истина приносит победу». Стилистически памятник Лоусону относится к готическому возрождению. «Крестоносец» описывается как «прекрасный пример позднего стиля Тафта, в котором он сочетал буквальный реализм и аллегорию».